# 国立公園野生生物保護局 (アイルランド)

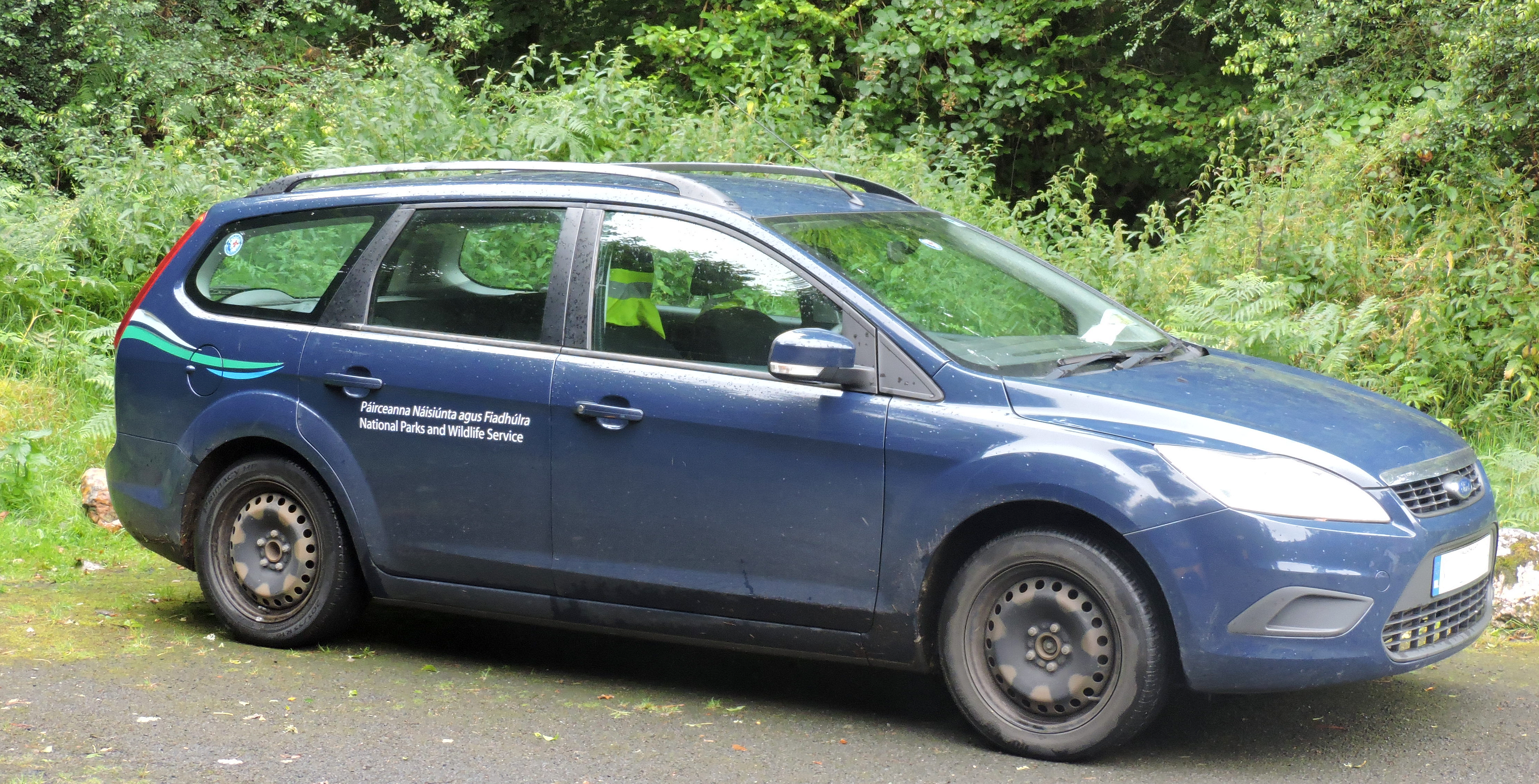
ウィックロー山地国立公園内にあるNPWSの車両

国立公園野生生物保護局 （こくりつこうえんやせいせいぶつほごきょく、愛: An tSeirbhís Páirceanna Náisiúnta agus Fiadhúlra、英: National Parks and Wildlife Service; NPWS）はアイルランド政府の自然保護行政を管轄する省庁の部局である。国立公園の管理に加え、自然遺産地域、特別保全地域及び特別保護地区の指定と保護などを掌握する。

## 沿革
2003年にDúchas – 遺産サービスの廃止を受け、環境・伝統・地方政府省の下部組織として設立された。旧Dúchasから移管された業務はアイルランドの6つの国立公園と野生生物保護区の管理などである。 
アイルランドの各省庁の再編が2011年に行われると、それまでの対象のうち建造物遺産は管轄から外され、芸術・伝統・アイルランド語地域省に再配分された。 
2016年以降、芸術・伝統・地方農村・アイルランド語地域局省に名称変更。翌年の2017年には文化・伝統・アイルランド語地域省に名称変更された。